# Grote rosse vleermuis
De grote rosse vleermuis (Nyctalus lasiopterus) is de grootste vleermuis van het Europese continent. Hij is nauw verwant aan de rosse vleermuis (Nyctalus noctula). De grote rosse vleermuis is een zeldzame soort, die niet vaak wordt waargenomen in zijn verspreidingsgebied. Ook deze soort is een nachtdier.

## Beschrijving
De grote rosse vleermuis kan 84 tot 104 millimeter lang worden, met een spanwijdte van 410 tot 460 millimeter en een gewicht van 41 tot 76 gram. De staart wordt 55 tot 65 millimeter lang. De lengte is het duidelijkste verschil tussen deze soort en de kleinere rosse vleermuis, die een spanwijdte heeft van 320 tot 450 millimeter. De grote rosse vleermuis heeft verder een iets breder oor, en zijn vacht is meestal donkerder roodbruin.
De grote rosse vleermuis heeft een geluidsfrequentie van 25 tot 65 kHz.
Het dieet van de vleermuis bestaat uit grote kevers, libellen en nachtvlinders, maar ook uit zangvogels. Vooral tijdens de trek vangt de vleermuis vogels in de lucht. De grote rosse vleermuis is de enige soort vleermuis waarbij dit gedrag bekend is.

## Verspreiding en leefgebied
Net als andere vleermuizen van het geslacht Nyctalus komt de grote rosse vleermuis vooral voor in bossen. De grote rosse vleermuis heeft een voorkeur voor loofwoud. Hij verblijft meestal in een rotsspleet of een boomholte. Zijn zomerverblijven en kraamkamers deelt hij soms met andere vleermuizen als de rosse vleermuis, ruige dwergvleermuis en gewone dwergvleermuis.
De grote rosse vleermuis komt voor van Portugal en West-Frankrijk, zuidwaarts via de Alpen (tot 1923 meter hoogte) tot Griekenland en in Oost-Europa noordelijk tot Slowakije en Wit-Rusland en oostelijk tot Oekraïne en zuidelijk Rusland. Ook kan hij aangetroffen worden van Marokko tot Libië en van Iran tot Kazachstan. In België werd de soort eveneens waargenomen. Nergens is de soort algemeen, en zijn verspreiding is alleen bekend van sporadische waarnemingen. De vleermuizen uit het noorden van het verspreidingsgebied, als Oekraïne en Wit-Rusland, migreren in de herfst naar het zuidoosten.

## Voortplanting
Van deze soort zijn geboortes waargenomen van eind-juni tot eind-juli. De kraamkolonie van de grote rosse vleermuis kan gemiddeld 10 vrouwtjes bevatten, en wordt vaak gedeeld met andere vleermuissoorten. De kraamkolonie bevindt zich in een rotsspleet. In Andalusië kunnen kraamkoloniën tot 66 vrouwtjes worden aangetroffen. Hier krijgt de vleermuis één tot twee jongen van 5 tot 7 gram. Na 40 dagen hebben de jongen een vacht en kunnen ze vliegen. Na één jaar zijn de jongen geslachtsrijp.